# Joseph Hahn
Joseph (Joe) Hahn (Dallas (Texas), 15 maart 1977) is dj en sampler van de band Linkin Park. Hij werd geboren in Amerika, maar zijn ouders zijn Koreaans.
Mike Shinoda, mede-oprichter van voornoemde band, en Joe Hahn ontmoetten elkaar in de "Pasadena Arts School". Hahn is verantwoordelijk voor het visuele gedeelte van de Linkin Park-website. Hij verzon het concept voor de video's van "One Step Closer", "Crawling" en "In the End". Ook is hij actief als regisseur en heeft verscheidene clips geregisseerd, waaronder enkele van Linkin Park: voor "In The End", "Somewhere I Belong", "Numb", "From The Inside", "PTS.OF.ATHRTY", "New Divide", "What I've Done", "Shadow of the Day", "Bleed it Out" en "The Catalyst". Buiten Linkin Park heeft Hahn er ook geregisseerd voor de bands Story of the Year, Xzibit en Alkaline Trio. Het regisseren en maken van films is zijn echte passie en muziek maken is een "extra ding" dat hij ook wel graag doet, getuige een interview van hem op MTV.
Emily Armstrong · Chester Bennington · Rob Bourdon · Colin Brittain · Brad Delson 
Dave Farrell · Joe Hahn · Scott Koziol · Mike Shinoda · Mark Wakefield
- Gemeinsame Normdatei: 135297265
- International Standard Name Identifier: 0000 0003 8593 9916
- MusicBrainz: d07bca29-d980-4100-8cad-065a05f2b343
- Nationale Bibliotheek van Tsjechië: ola2002152804
- Virtual International Authority File: 84965875
- WorldCat: E39PBJtrV3WvKjVGYYmMrgXw4q